# نادي الموفقية
نادي الموفقية الرياضي هو فريق كرة قدم عراقي مقره في واسط، تأسس النادي عام 1995، يلعب في الدوري العراقي الدرجة الثانية.

## روابط خارجية
- نادي الموفقية على موقع Goalzz.com